# Кубок Словаччини з футболу 2007—2008
Кубок Словаччини з футболу 2007–2008 — 15-й розіграш кубкового футбольного турніру в Словаччині. Титул вдруге здобула Артмедія.

## Календар
| Раунд        | Дата                      | Матчі | Клуби   |
| ------------ | ------------------------- | ----- | ------- |
| Перший раунд | 7-21 серпня 2007          | 17    | 46 → 29 |
| Другий раунд | 18-19 вересня 2007        | 13    | 29 → 16 |
| 1/8 фіналу   | 2-13 жовтня 2007          | 8     | 16 → 8  |
| 1/4 фіналу   | 23 жовтня - 5 грудня 2007 | 8     | 8 → 4   |
| 1/2 фіналу   | 8/22-23 квітня 2008       | 4     | 4 → 2   |
| Фінал        | 1 травня 2008             | 1     | 2 → 1   |

## Другий раунд
| Команда 1                       | Рахунок | Команда 2                |
| ------------------------------- | ------- | ------------------------ |
| 18 вересня 2007                 |         |                          |
| ДАК 1904 (Дунайська Стреда) (3) | 2:0     | Нове Место-над-Вагом (3) |
| Топвар (Топольчани) (3)         | 1:3     | Інтер (Братислава) (2)   |
| Спартак (Врабле) (3)            | 0:3     | Слован (Братислава)      |
| Сокол (Долна Жданья) (4)        | 0:2     | Дубниця                  |
| Спішська Нова Весь (3)          | 1:0     | Тесла (Стропков) (3)     |
| Ружомберок                      | 2:0     | Дукла                    |
| Долни Кубін (3)                 | 2:3     | Ж'яр-над-Гроном (3)      |
| Кошице                          | 1:0     | Лученець (2)             |
| Тренчин                         | 1:0     | Слован Дусло (Шаля) (2)  |
| Сенець                          | 1:3     | Нітра                    |
| 19 вересня 2007                 |         |                          |
| ШК Сенець (3)                   | 0:2     | Спартак (Трнава)         |
| Одева (Липани) (3)              | 2:4     | Гуменне (2)              |
| Ракитовце (3)                   | 0:3     | Татран (Пряшів) (2)      |

## 1/8 фіналу
| Команда 1                       | Рахунок      | Команда 2              |
| ------------------------------- | ------------ | ---------------------- |
| 2 жовтня 2007                   |              |                        |
| Ж'яр-над-Гроном (3)             | 1:5          | Нітра                  |
| Тренчин                         | 0:2          | Кошице                 |
| Дубниця                         | 0:2          | Інтер (Братислава) (2) |
| 3 жовтня 2007                   |              |                        |
| ВіОн Злате Моравце              | 0:1          | Слован (Братислава)    |
| Татран (Пряшів) (2)             | 2:0          | Спішська Нова Весь (3) |
| Жиліна                          | 3:0          | Ружомберок             |
| 10 жовтня 2007                  |              |                        |
| ДАК 1904 (Дунайська Стреда) (3) | 0:0 пен. 2:4 | Артмедія               |
| 13 жовтня 2007                  |              |                        |
| Гуменне (2)                     | 0:1          | Спартак (Трнава)       |

## 1/4 фіналу
| Команда 1                   | Заг.         | Команда 2           | 1-й матч | 2-й матч |
| --------------------------- | ------------ | ------------------- | -------- | -------- |
| 23 жовтня/28 листопада 2007 |              |                     |          |          |
| Кошице                      | 2:0          | Слован (Братислава) | 2:0      | 0:0      |
| 24 жовтня/28 листопада 2007 |              |                     |          |          |
| Інтер (Братислава) (2)      | 1:6          | Артмедія            | 0:4      | 1:2      |
| 6 листопада/5 грудня 2007   |              |                     |          |          |
| Жиліна                      | 2:2 пен. 4:3 | Нітра               | 2:2      | 0:0      |
| 14/20 листопада 2007        |              |                     |          |          |
| Татран (Пряшів) (2)         | 0:1          | Спартак (Трнава)    | 0:1      | 0:0      |

## 1/2 фіналу
| Команда 1        | Заг. | Команда 2        | 1-й матч | 2-й матч |
| ---------------- | ---- | ---------------- | -------- | -------- |
| 8/22 квітня 2008 |      |                  |          |          |
| Кошице           | 1:3  | Спартак (Трнава) | 0:0      | 1:3      |
| 8/23 квітня 2008 |      |                  |          |          |
| Жиліна           | 0:2  | Артмедія         | 0:1      | 0:1      |

## Фінал
| 1 травня 2008 18:00 (EEST) |

| Артмедія   | 1:0 | Спартак (Трнава) |
| ---------- | --- | ---------------- |
| Поспех 90' |     |                  |

| Штадіон под Дубньом, Жиліна Глядачів: 5 000 Арбітр: Любош Міхел |